# غوران فوتشفيتش
غوران فوتشفيتش (بالكرواتية: Goran Vučević)‏ (18 مايو 1971 بسبليت في كرواتيا - ) هو مدرب كرة قدم ولاعب كرة قدم كرواتي في مركز الوسط. شارك مع منتخب كرواتيا تحت 21 سنة لكرة القدم ومنتخب كرواتيا لكرة القدم. أما مع النوادي، فقد لعب مع نادي برشلونة ب ونادي برشلونة ونادي كولن وهايدوك سبليت ونادي مريدا ونادي ماردة ‏.

## وصلات خارجية
- غوران فوتشفيتش على موقع اتحاد كرواتيا (الكرواتية)
- غوران فوتشفيتش على موقع قاعدة بيانات كرة القدم.إي يو (الإنجليزية)
- غوران فوتشفيتش على موقع بيانات كرة القدم. دي إي (الألمانية)
- غوران فوتشفيتش على موقع ناشيونال فوتبول تيمز (الإنجليزية)
- غوران فوتشفيتش على موقع Soccerway.com (الإنجليزية)
- غوران فوتشفيتش على موقع عالم كرة القدم.نت (الإنجليزية)